# Dillandia
Dillandia V.A.Funk & H.Rob., 2001 è un genere di piante angiosperme dicotiledoni della famiglia delle Asteraceae.

## Etimologia
Il nome del genere onora il botanico Michael Dillon, esperto delle Composite dell Ande, soprattutto del nord del Perù.
Il nome del genere è stato reso noto per la prima volta dai botanici contemporanei Vicki Ann Funk (1947-2019) e Harold Ernest Robinson (1932-2020) nella pubblicazione "Systematic Botany; Quarterly Journal of the American Society of Plant Taxonomists" (Syst. Bot. 26(2): 218) del 2001.

## Descrizione
L'habitus delle piante di questo genere è formato da piccole e medie erbe perenni fino a 60 cm di altezza. Queste specie sono prive di latice ma possono essere stolonifere. La pubescenza, aracnoide-tomentosa, è formata da peli semplici e si trova sugli steli e sulle superfici abassiali delle foglie, talvolta all'apice delle brattee involucrali. In alcuni casi la pubescenza è rigida.
Le foglie in genere sono disposte lungo il fusto in modo opposto (possono essere presenti delle rosette basali); sono subpicciolate o raramente sono sessili. Alla base delle foglie possono essere presenti delle pseudostipole o dei dischi nodali, talvolta fusi nella guaina. Il contorno della lamina è intero con forme da lanceolate a ovate. Le venature sono pennate. I bordi sono crenato-dentati. La superficie è bollosa. La consistenza in genere è fogliacea oppure carnosa.
L'infiorescenza è formata da 1 - 7 capolini di tipo radiato eterogamo. I capolini sono raccolti in formazioni subumbellate con peduncoli (possono anche presentarsi con lunghi scapi - Dillandia subumbellata). La struttura dei capolini è quella tipica delle Asteraceae: un peduncolo (corto o lungo) sorregge un involucro a forma campanulata composto da 25 - 40 squame (o brattee) disposte in 5 - 6 serie in modo embricato e scalato che fanno da protezione al ricettacolo  sul quale s'inseriscono due tipi di fiori: quelli esterni ligulati, disposti a raggiera e quelli interni tubulosi molto più numerosi. Il ricettacolo, alveolato non ha punte sporgenti ed è nudo (senza pagliette). Lunghezza dei peduncoli: 1 – 5 cm. Lunghezza degli scapi (se presenti): 9 – 30 cm. Diametro dei capolini: 8 – 12 mm (6 – 12 mm di altezza).
I fiori sono tetra-ciclici (ossia sono presenti 4 verticilli: calice – corolla – androceo – gineceo) e pentameri (ogni verticillo ha in genere 5 elementi). I fiori si dividono in due tipi: del raggio e del disco. I fiori del raggio (ligulati e zigomorfi) sono di solito presenti  (da 15 a 40), sono femminili e fertili. I fiori del disco (tubulosi e actinomorfi, da 10 a 30) sono in genere ermafroditi.
- Formula fiorale:

*/x K {\displaystyle \infty }, [C (5), A (5)], G 2 (infero), achenio
- Calice: i sepali del calice sono ridotti ad una coroncina di squame.

- Corolla: le ligule delle corolle dei fiori del raggio hanno delle forme da oblunghe a strettamente oblunghe e terminano con tre denti, sono colorate di giallo (giallo e porpora); le corolle dei fiori del disco sono pelose, mentre i lobi sono allungati e lineari, il colore è giallo.

- Androceo: gli stami sono 5 con filamenti liberi e distinti, mentre le antere sono saldate in un manicotto (o tubo) circondante lo stilo. Le antere hanno delle code con frange e le teche sono pallide e arrotondate. Il polline è ricoperto da spine in modo uniforme. Il polline è sferico (diametro: 25 - 50 micron), e tricolporato, echinato (non è mai costato).

- Gineceo: lo stilo è filiforme, mentre gli stigmi dello stilo sono due, brevi e divergenti. L'ovario è infero uniloculare formato da 2 carpelli. Gli stigmi in genere sono corti e filiformi ed hanno la superficie stigmatica (papille) interna. La parte superiore dello stilo può essere pelosa (quella basale è glabra).

I frutti sono degli acheni con pappo. La forma dell'achenio è prismatica con 7 - 10 coste; la superficie è densamente setosa. Il pappo, più o meno a due serie, è formato da 10 - 30 setole; talvolta quelle esterne sono più corte.

## Biologia
- Impollinazione: l'impollinazione avviene tramite insetti (impollinazione entomogama tramite farfalle diurne e notturne).
- Riproduzione: la fecondazione avviene fondamentalmente tramite l'impollinazione dei fiori (vedi sopra).
- Dispersione: i semi (gli acheni) cadendo a terra sono successivamente dispersi soprattutto da insetti tipo formiche (disseminazione mirmecoria). In questo tipo di piante avviene anche un altro tipo di dispersione: zoocoria. Infatti le brattee dell'involucro possono agganciarsi ai peli degli animali di passaggio disperdendo così anche su lunghe distanze i semi della pianta.

## Distribuzione e habitat
La distribuzione delle piante di questo genere è relativa al Perù, Ecuador e la Colombia.

## Tassonomia
La famiglia di appartenenza di questa voce (Asteraceae o Compositae, nomen conservandum) probabilmente originaria del Sud America, è la più numerosa del mondo vegetale, comprende oltre 23.000 specie distribuite su 1.535 generi, oppure 22.750 specie e 1.530 generi secondo altre fonti (una delle checklist più aggiornata elenca fino a 1.679 generi). La famiglia attualmente (2021) è divisa in 16 sottofamiglie.

### Filogenesi
Le piante di questa voce appartengono alla tribù Liabeae della sottofamiglia Vernonioideae. Questa assegnazione è stata fatta solo ultimamente in base ad analisi di tipo filogenetico sul DNA delle piante. Precedenti classificazioni descrivono queste piante nella sottofamiglia Cichorioideae oppure (ancora prima) i vari membri di questo gruppo, a dimostrazione della difficoltà di classificazione delle Liabeae, erano distribuiti in diverse tribù: Vernonieae, Heliantheae, Helenieae, Senecioneae e Mutisieae.
Le seguenti caratteristiche sono condivise dalla maggior parte delle specie della tribù:
- nei fusti è frequente la presenza di lattice;
- le foglie hanno una disposizione opposta e spesso sono fortemente trinervate con superfici inferiori tomentose;
- il colore dei fiori del raggio e del disco sono in prevalenza gialli o tonalità vicine;
- le corolle del disco sono profondamente lobate;
- le basi delle antere sono calcarate;
- le superfici stigmatiche sono continue all'interno dei rami dello stilo;
- il polline è spinoso e sferico.

Il genere di questa voce è descritto nella sottotribù Liabinae Cass. ex Dumort., una delle quattro sottotribù di Labieae. La sottotribù, nell'ambito della tribù, si trova in posizione "basale" e si è separata dal resto delle altre sottotribù subito dopo il genere Cacosmia. Il genere Dillandia all'interno della sottotribù si trova in posizione più o meno "basale" (si è separato dal resto dei generi dopo il genere Ferreyranthus; e con il resto dei generi forma un "gruppo fratello") ed è individuato dai seguenti caratteri:
- la faccia adassiale delle foglie è bollosa;
- il colore della corolla varia da giallo a giallo-porpora;
- le brattee dell'involucro sono subembricate con forme lanceolate apici acuti.
- le antere sono pallide.

Il genere Dillandia è monofiletico sia alle analisi del DNA ribosomiale nucleare che dai dati morfologici (vedi i caratteri precedenti).

### Elenco delle specie
Per questo genere sono assegnate le seguenti 3 specie:
- Dillandia chachapoyensis (H.Rob.) V.A.Funk & H.Rob.
- Dillandia perfoliata  (S.F.Blake) V.A.Funk & H.Rob.
- Dillandia subumbellata  V.A.Funk & H.Rob.